# كريستوفر فريمان
كريستوفر فريمان (بالإنجليزية: Christopher Freeman)‏ (و. 1921 – 2010 م) هو اقتصادي، وأستاذ جامعي بريطاني، توفي عن عمر يناهز 89 عاماً.

## التعليم
تعلم في كلية لندن للاقتصاد
.

## جوائز
حصل على جوائز منها:

جائزة جون ديزموند برنال ‏ (1987)